# Scinax danae
La ranita de Dana (Scinax danae) es una especie de anfibios de la familia Hylidae.
Habita en Venezuela y posiblemente en Guayana.
Sus hábitats naturales incluyen montanos secos, ríos, marismas de agua dulce y corrientes intermitentes de agua. Está amenazada de extinción por la destrucción de su hábitat natural.